# DW Vild Vinter
DW Vild Vinter er en fast wrestling begivenhed, der er blevet afholdt af Dansk Pro Wrestling som deres specialitet i februar siden 2006. Siden 2010 er begivenheden blevet promoveret med Union of European Wrestling Alliances (UEWA).

## 2006
DW Vild Vinter 2006 fandt sted d. 18. februar 2006 i Langå, Danmark.
- Prince Muhammed besejrede Lightning Kid
- Jackson besejrede Lenny the Benny
- Chaos & Mr. PPV besejrede Kimball & Prince Muhammed
- Mad Man McKinzy besejrede Final Count
- Kristian Holm besejrede Smakhouze
- Prince Muhammed vandt en battle royal, med 10,000 kr. som gevinst

## 2007
DW Vild Vinter 2007 fandt sted d. 10. februar 2007 i Langå, Danmark.
- Kimball besejrede Mad Man McKinzy og Shooter Schjøtler
- Tank besejrede Lightning Kid
- Kool Krede & Raptor besejrede Toby Nathland & Flash Christian
- Karsten Kretschmer besejrede Pierre le Prestée
- Blue Nikita besejrede Wesna
- DW Mesterskabet: Chaos besejrede Cannonball Grizzly

## 2008
DW Vild Vinter III: Danmark vs. Norge fandt sted d. 23. februar 2008 i Frederikshavn, Danmark.
- Aaron besejrede Thorn
- Kool Krede besejrede Gabriel Antonick
- Victor besejrede Raptor
- Chaos besejrede Sensuelle Rosé
- Tank besejrede Gromguten